# Вайчюкишке
Вайчюкишке (лит. Vaičiukiškė) — село в восточной части Литвы. Входит в состав Швенченеляйского староства Швянчёнского района. По данным переписи Литвы 2011 года, население Вайчюкишке составляло 75 человек.

## География
Расположено на берегу реки Пошвянте в северной части района. Находится в 17 километрах от Швянчёниса, центра района и в 14  километрах от Швенчёнеляя, центра староства. Ближайшие населённые пункты — сёла Юодинас и Ваюкишке. 

## Население
| 1905                           | 1931 | 1959 | 1970 | 1979 | 1989 | 2001 | 2011 |
| ------------------------------ | ---- | ---- | ---- | ---- | ---- | ---- | ---- |
| 148                            | 154  | 154  | 132  | 138  | 111  | 92   | 75   |
| Гистограмма динамики населения |      |      |      |      |      |      |      |

## Галерея

Вайчюкишке — село в Швянчёнском районе Литвы.
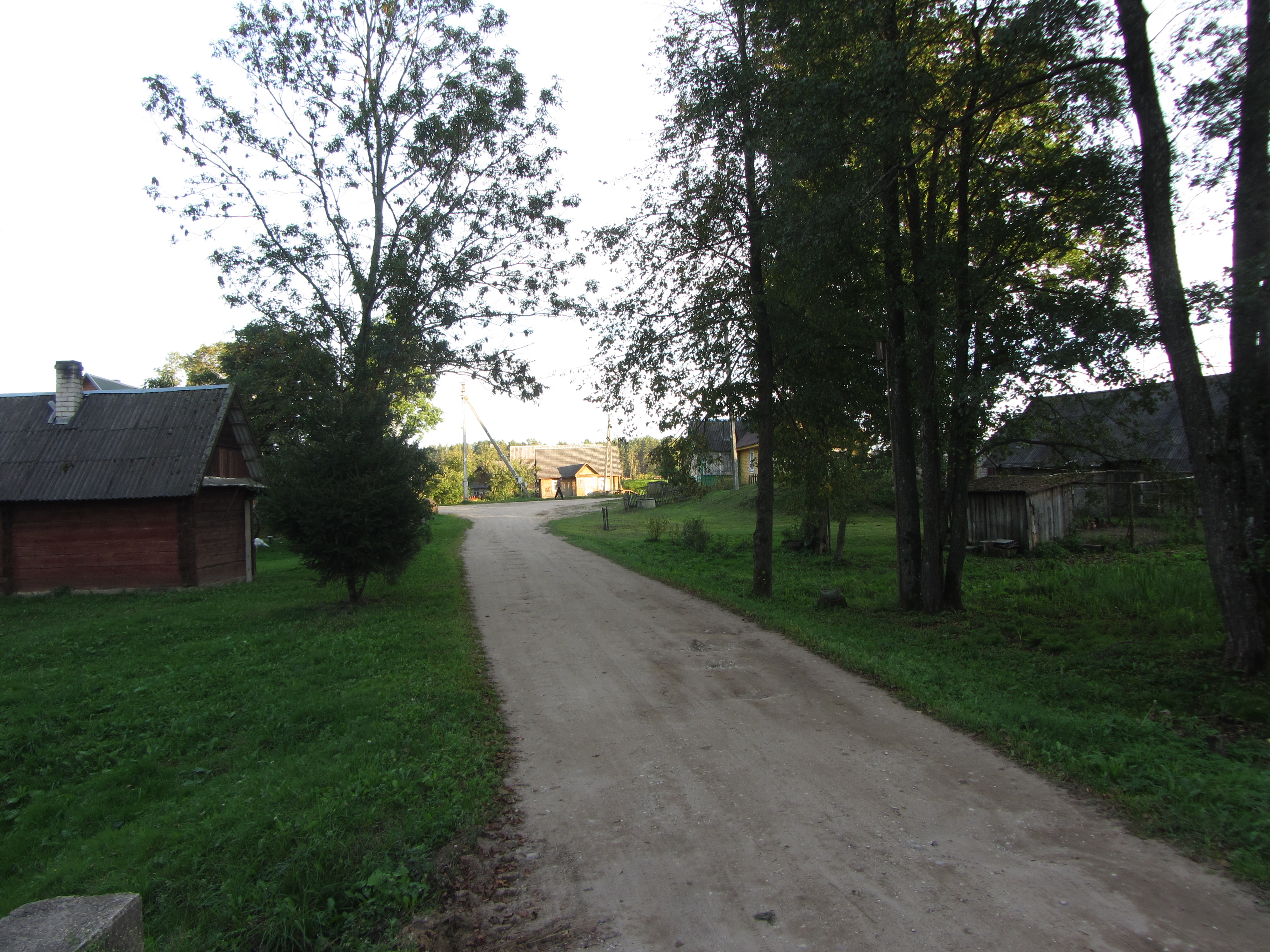
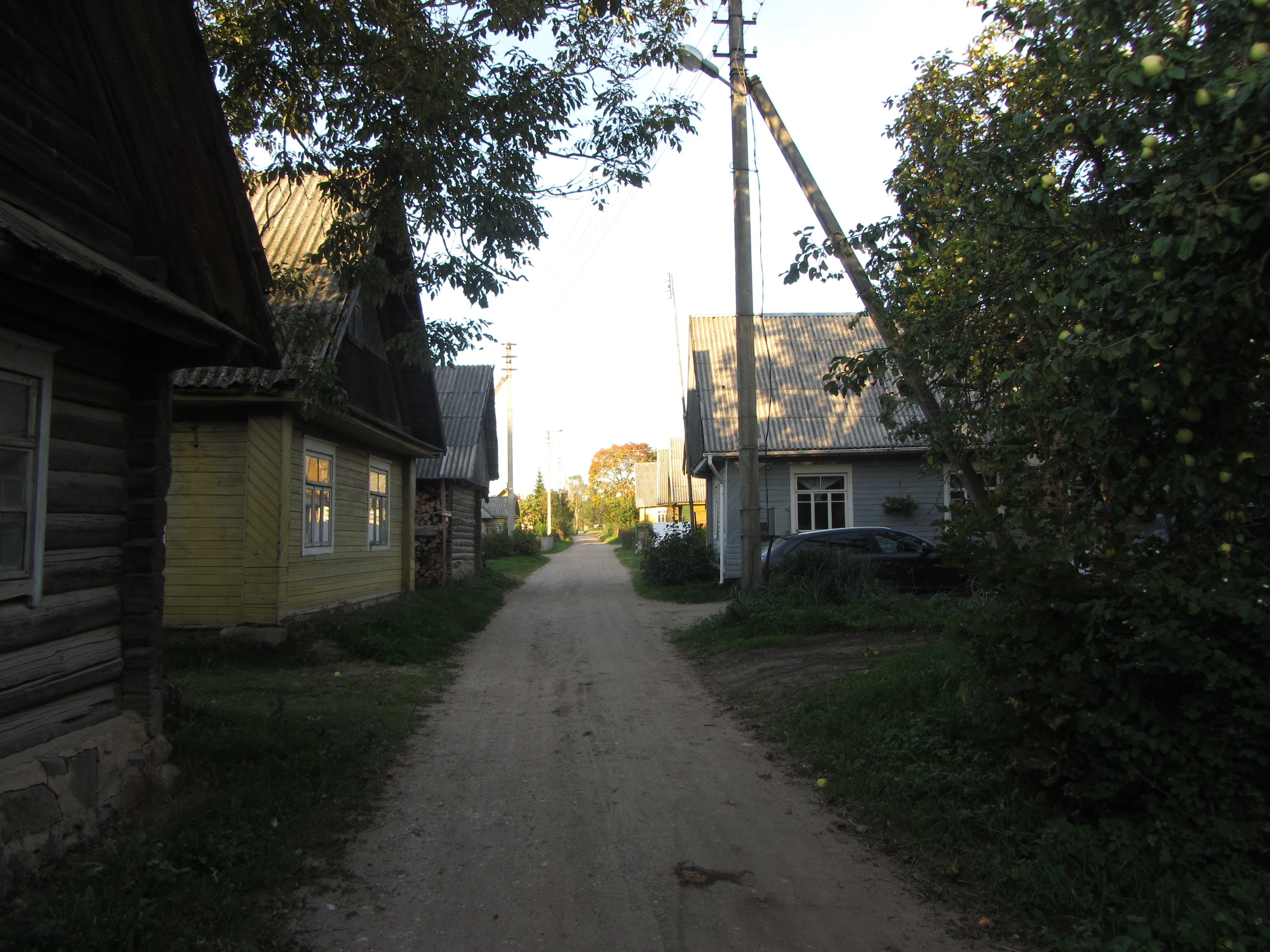
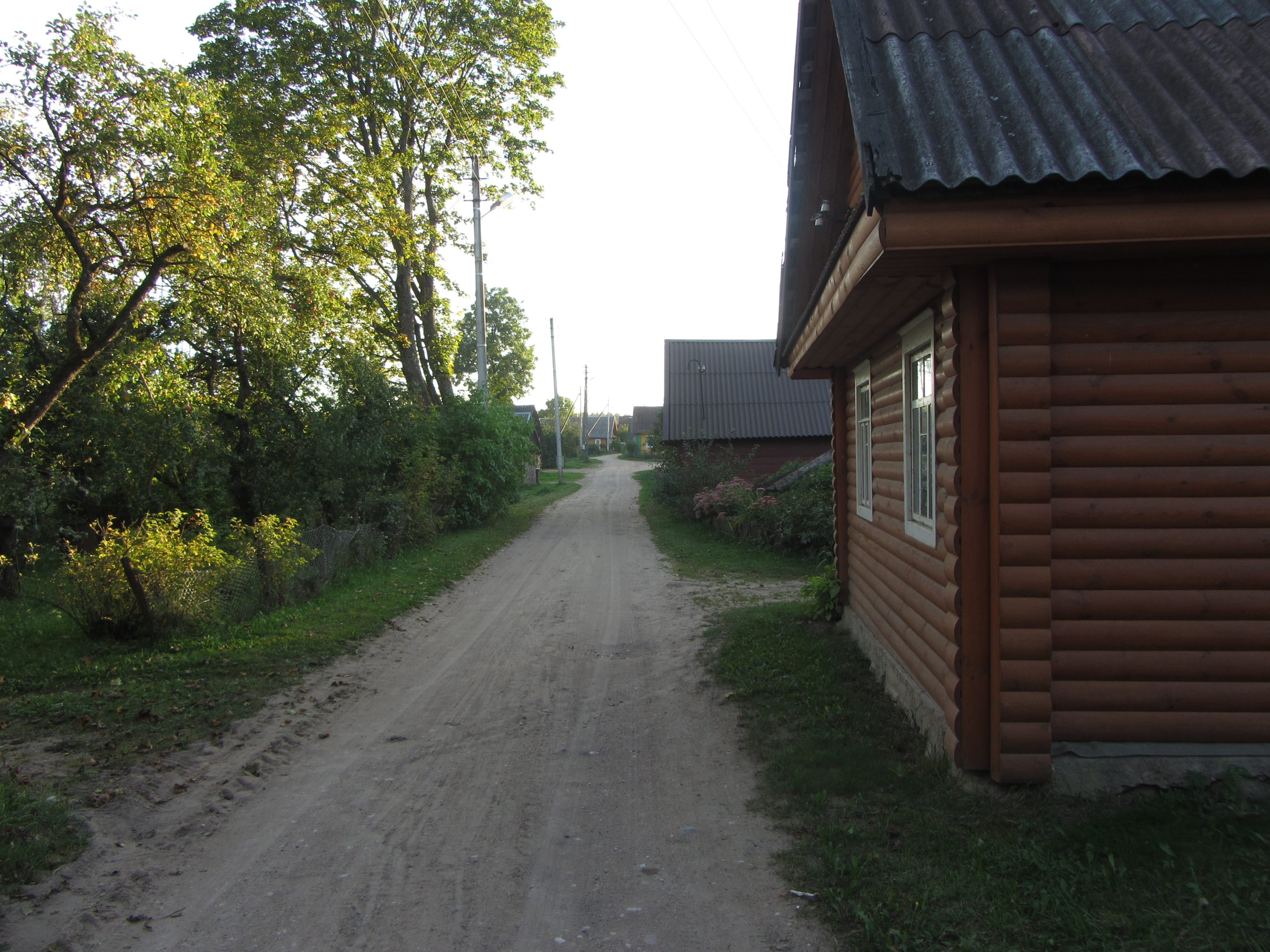
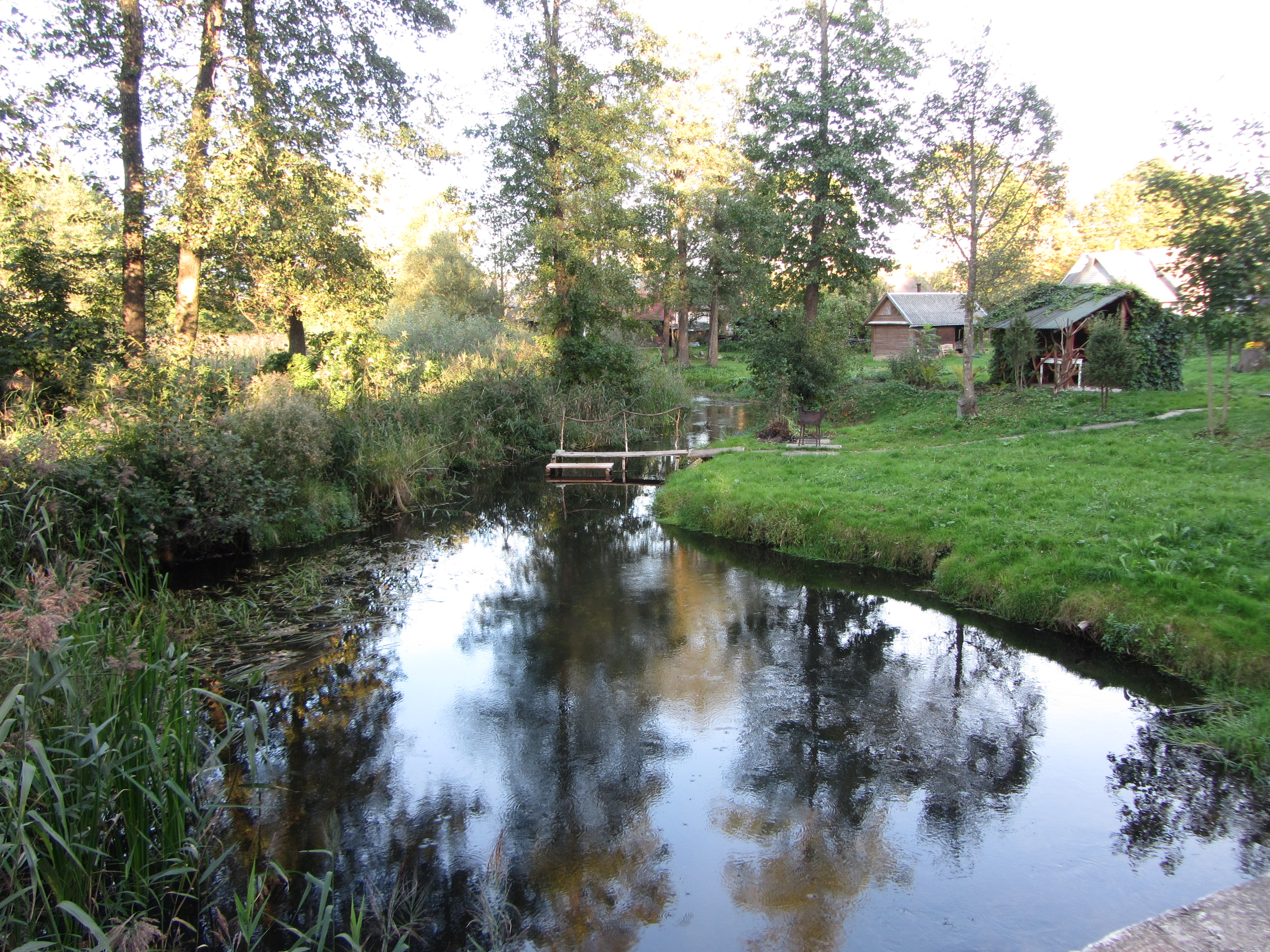